# Turbinicarpus jauernigii

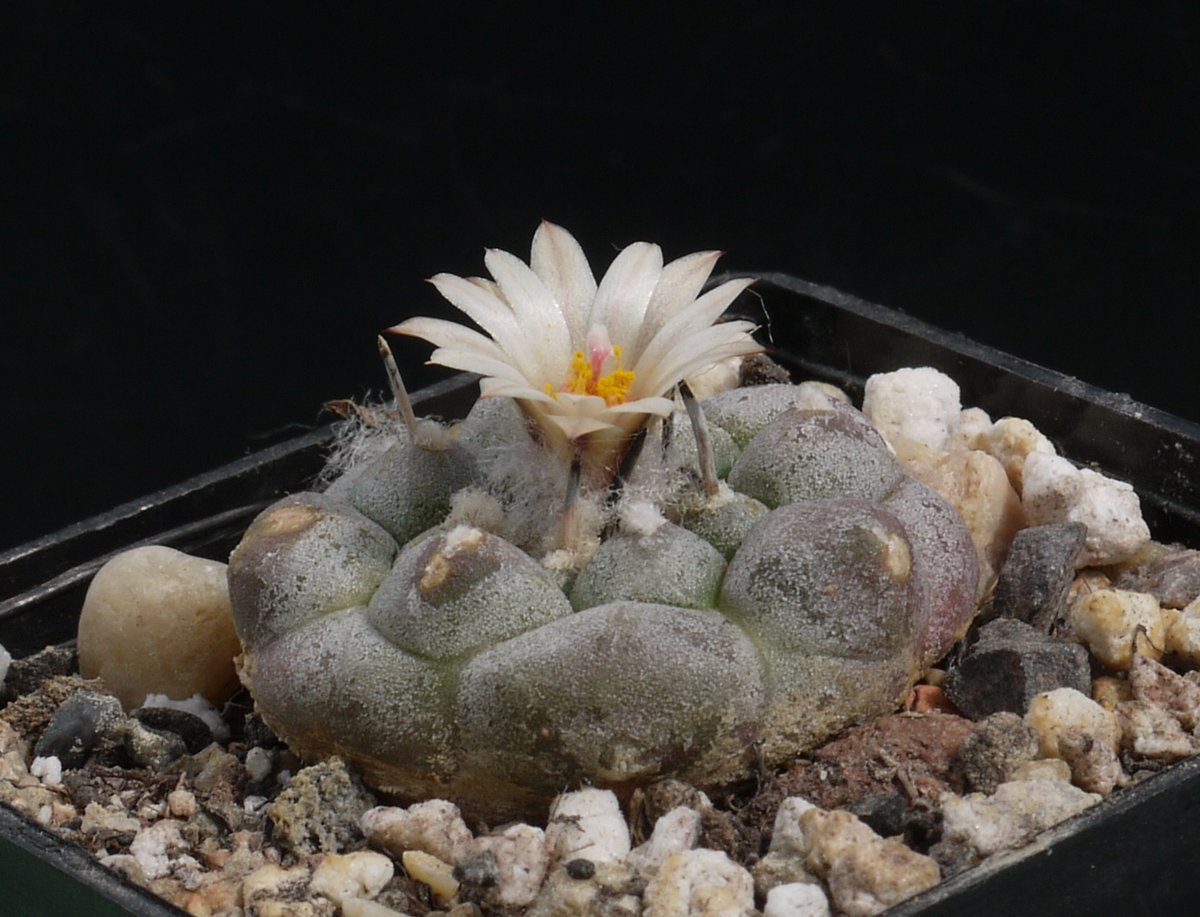
Turbinicarpus jauernigii in Blüte

Turbinicarpus jauernigii ist eine Pflanzenart in der Gattung Turbinicarpus aus der Familie der Kakteengewächse (Cactaceae). Das Artepitheton jauernigii ehrt den österreichischen Kakteenliebhaber Johann Jauernig (* 1937).

## Beschreibung
Turbinicarpus jauernigii wächst meist einzeln mit grünen, auffällig bewachsten – dadurch etwas weißflockig erscheinenden – niedergedrückt kugelförmigen bis kugelförmigen Körpern und hat eine kurze, kräftige Rübenwurzel. Die Körper erreichen Wuchshöhen von 1 bis 2 Zentimetern und Durchmesser von 2,5 bis 5 Zentimeter. Die wenig ausgeprägten Höcker sind niedrig und gerundet. Es ist meist ein einzelner, abstehender, gerader weißer Mitteldorn mit dunkler Spitze und einer Länge von 5 bis 8 Millimetern vorhanden.
Die schmutzig hellbraunen Blüten sind bis zu 2,5 Zentimeter lang und weisen Durchmesser von 1,5 Zentimetern auf. Die kleinen grünlichen Früchte vertrocknen bei der Reife.

## Systematik, Verbreitung und Gefährdung
Turbinicarpus jauernigii ist im mexikanischen Bundesstaat San Luis Potosí verbreitet.
Die Erstbeschreibung erfolgte 1993 durch Gerhart Frank. Nomenklatorische Synonyme sind Turbinicarpus lophophoroides subsp. jauernigii (Gerhart Frank) Battaia & Zanov. (1995), Pediocactus lophophoroides var. jauernigii (Gerhart Frank) Halda (1998) und Turbinicarpus schmiedickeanus subsp. jauernigii (Gerhart Frank) D.R.Hunt (2005).
Turbinicarpus jauernigii wird in Anhang I des Washingtoner Artenschutz-Übereinkommen geführt.

## Nachweise